# Bob utcai görögkatolikus templom
A Bob utcai görögkatolikus templom a legrégebbi görögkatolikus templom Kolozsváron és egyúttal a város legrégebbi román temploma. A romániai műemlékek jegyzékében a CJ-II-m-B-07277 sorszámon szerepel.
Az utcát arról a Ioan Bob görögkatolikus püspökről nevezték el, aki a templomot építtette 1800–1803 között. A kommunista rendszerben az utca neve Prahovei volt, de 1990 óta ismét a püspök nevét viseli. A régi kolozsváriak Kismester utca néven ismerik.
Az első írásos említés a kolozsvári görögkatolikusokról 1735-ből származik, amikor tíz román család parókia építésére kért engedélyt a hatóságoktól. Ez csak  több mint fél évszázad múlva valósulhatott meg Ioan Bob anyagi áldozatával. A templom terveit Josef Leder építőmester készítette. Az építés dátuma ott rejtőzik a karzat mellvédjének feliratában: „LAVDIBVS DIVINIS STRVI CVRAVIT DE SVO IOANNES BABB EPISCOPVS FOGARASIENSIS”: a kivastagított (a feliraton nagyobbra méretezett) betűket összeadva 1800-at kapunk.
1906-ban a templomot felújították. 1907-ben a templom udvarán új épületet emeltek a két tanerővel működő görögkatolikus román elemi iskolának. 1948-ban, miután a kommunista hatóságok megszüntették a görögkatolikus egyházat, a templomot az ortodox egyház kapta meg. 1995-ben a templomot különösebb hírverés nélkül visszaadták az eredeti tulajdonosnak.
Az épület barokk stílusú, 21 méter hosszú, 9 méter széles, a tornya pedig 27,5 méter magas. Kelemen Lajos szerint „szép belseje és kecses tornya kis méretei mellett is egyik legkedvesebb ily nemű emlékévé teszi a városnak.”